# Panne sèche

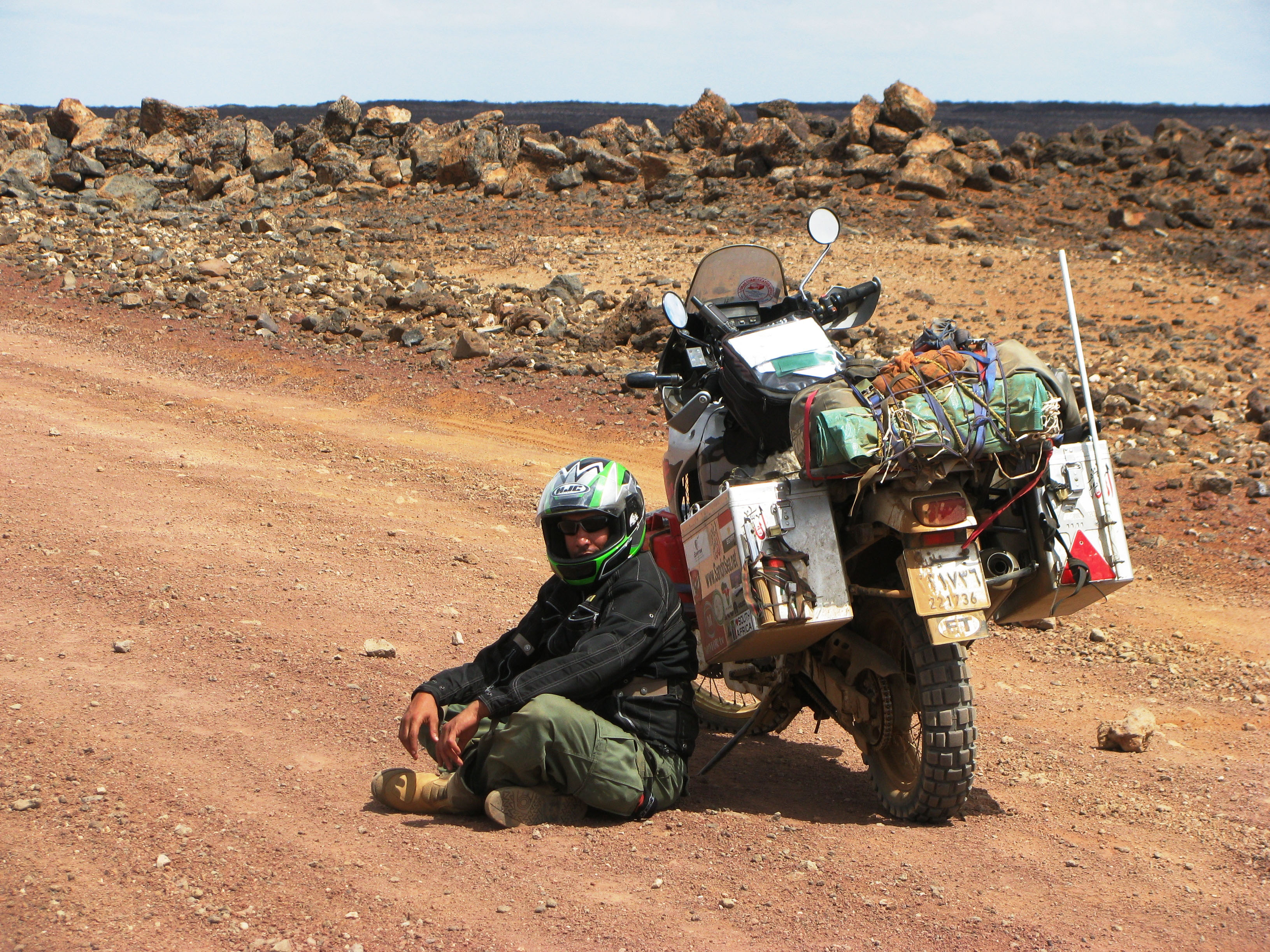
Un motard en panne sèche lors d'un rallye moto.

Une panne sèche désigne l'arrêt d'un moteur à combustion interne quand celui-ci n'est plus alimenté en carburant.
Une panne sèche peut donc concerner tout type de véhicule. L'usage de ce terme pour un véhicule électrique n'est pas exact, même si l'idée est similaire. En outre, au sens figuré, la « panne sèche » peut aussi désigner un manque d'inspiration ou de ressource.

## Aspects techniques
Une panne sèche arrive lorsqu'un moteur n'est plus alimenté en carburant. En effet, pour fonctionner, le moteur a besoin de carburant (essence ou diesel) et de comburant (oxygène de l'air). La panne sèche peut donc avoir plusieurs causes :
- le réservoir est vide ;
- le sélecteur de carburant (moto) est sur la mauvaise position ;
- une durite d'alimentation est bouchée ou déconnectée ;
- un problème de carburateur ou d'injecteur ;
- le filtre à carburant est bouché ;
- présence d'eau ou de corps étrangers dans le circuit.

Les véhicules terrestres modernes comportent une alarme visuelle et/ou sonore qui se déclenche lorsque la quantité de carburant dans le réservoir devient inférieure à celle nécessaire pour rouler encore quelques dizaines de kilomètres.
La situation varie si l'alimentation en carburant est assurée par la gravité, comme sur les motos généralement, dont le réservoir est situé au dessus du carburateur ou de l'injecteur. Une telle configuration exclut de facto l'avarie d'une pompe d'alimentation, puisque inexistante.
Lors de la rupture d'alimentation, le piston effectue de par son inertie plusieurs centaines de déplacement dans la chambre de combustion, voire plusieurs milliers selon le régime moteur, avant de s'arrêter. Selon le carburant, les effets ne sont pas les mêmes. Ces déplacements sont source de friction en l'absence du diesel et ses capacités lubrifiantes, ce qui peut endommager le moteur.

## Conséquences
La panne sèche a des conséquences qui varient en fonction du type de moteur et de véhicule.
- Une moto s'arrêtera à défaut d'essence, et redémarrera immédiatement dès que l'alimentation en carburant sera rétablie.
- Une voiture restera immobilisée sur place, à défaut de pouvoir la pousser. En règle générale, la voiture pourra redémarrer après remplissage du réservoir mais la panne sèche peut occasionner des dégats (encrassage par des impuretés de fond de réservoir, désamorçage de la pompe de gavage pour un diesel, etc.)[1],[2]. Par ailleurs, sur les autoroutes françaises, l'arrêt sur la bande d'arrêt d'urgence est sanctionnable par une amende sauf cas de force majeure et la panne sèche n'est pas considérée comme un cas de force majeure puisqu'elle est prévisible[3].
- La panne sèche est plus dangereuse pour des bateaux car ceux-ci peuvent dériver selon les courants et/ou les vents, et, sans aide ou isolés, les passagers pourraient mourir par manque de vivres en haute mer. Le bateau quant à lui pourrait s’abîmer sur les côtes.
- Ce type de panne devient évidemment grave pour les avions, qui n'ont alors plus d'autre solution que de planer pour ensuite effectuer un atterrissage d'urgence lorsque la finesse le permet[4].
- Même constat pour les hélicoptères, dont le rotor continue de tourner et de générer une portance grâce au vent relatif (à la manière de celui d'un autogire) à condition que l'engin ne soit pas en vol stationnaire à ce moment là, afin là aussi d'effectuer un atterrissage d'urgence.

### Accidents aériens
- Vol 52 Avianca
- Vol 19
- Vol 2933 LaMia Airlines

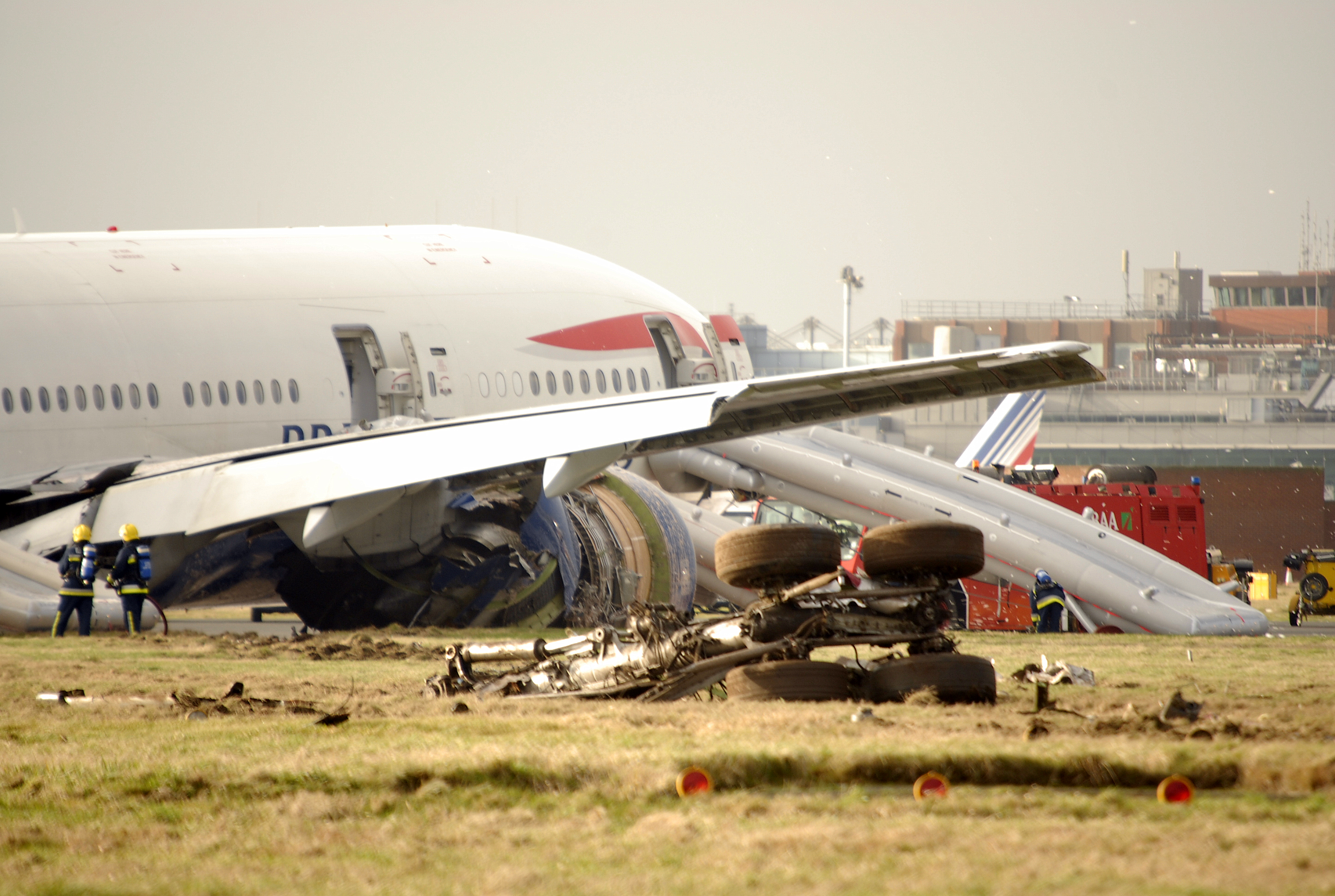
L'avion du Vol 38 British Airways qui a atterri en catastrophe à l’aéroport de Londres-Heathrow en 2008 après que l'échangeur de chaleur qui doit réchauffer le carburant a été obstrué par de la glace.

- vol 143 Air Canada surnommé « Planeur de Gimli »
- Vol 961 Ethiopian Airlines
- Vol 236 Air Transat[4]
- Vol 38 British Airways

## Dans la culture populaire
La panne sèche est l’aboutissement ultime de l'autonomie d'un véhicule. La panne sèche sous-jacente l'idée de l'abandon du véhicule et de la poursuite à pied, et donc de la survie selon la situation. Cette idée permet de créer du suspense.
Dans une ambiance différente, la panne sèche permet de prétexter un arrêt forcé, dans ce qui est appelé « coup de la panne » où l'arrêt du véhicule contraint deux personnes à un moment de tête-à-tête imprévu.

### Bande dessinée
- Dans Tintin au pays de l'or noir, la Jeep des Dupond et Dupont roule dans le désert, perd son jerrycan d'essence et nul ne sait alors si l'autonomie du véhicule sera suffisante pour arriver dans une ville.
- Dans Les Cigares du Pharaon, une panne sèche se produit sur un avion monomoteur en direction de Shanghai, ce qui place Tintin  dans une situation compliquée : ne pas mourir du crash mais devoir survivre isolé en environnement hostile.

### Cinéma
- Dans le film Octopussy (1983) de John Glen, le mini avion de l'agent secret James Bond, en panne sèche, est forcé de se poser sur une route pour refaire le plein.
- Dans le film Permis de tuer (1989) de John Glen, le bateau de James Bond tombe en panne sèche après avoir été percé lors d'une fusillade. La « James Bond girl » ironise sur une situation qui serait, selon elle, un coup de la panne mis en scène par Bond.
- Dans Retour vers le futur 3 (1990) de Robert Zemeckis, la DeLorean à voyager dans le temps voit son réservoir percé par une flèche à son arrivée en 1885, ce qui la condamne à la panne sèche définitive, le raffinement du pétrole n'existant pas encore à cette époque.
- Dans Le jour d'après, un hélicoptère militaire volant dans l'œil d'un cyclone tombe en panne sèche après que le carburant ait gelé par une température extérieure invraisemblablement basse.
- Dans le film catastrophe 2012 (2009) de Roland Emmerich, l'avion qui survole Hawaï ne pouvant pas se poser, le pilote annonce une panne sèche qui arrivera au-dessus de la Chine.
- Dans le film catastrophe 2012: Ice Age (2011) de Travis Fort.

### Télévision
- Dans un épisode de l'émission Le Survivant (Saison 3, épisode 5).
- Dans la série The Walking Dead, des cas de pannes sèches contraignent les survivants à l'immobilisation du véhicule ou du convoi, généralement dans un environnement inconnu et potentiellement hostile. De ce fait, un épisode entier peut se dérouler autour de la quête de carburant, généralement ponctuée de complications.